# تاكانوبو كوندو
تاكانوبو كوندو (باليابانية: 近藤 隆信) (8 أغسطس 1978 في فوكوكا في اليابان – )؛ هو لاعب كرة قدم سابق كان يلعب كلاعب وسط.

## وصلات خارجية
- تاكانوبو كوندو على موقع عالم كرة القدم.نت (الإنجليزية)